# Cubillo de Ojeda
Cubillo de Ojeda es una localidad española del municipio de Cervera de Pisuerga, perteneciente a la provincia de Palencia, en la comunidad autónoma de Castilla y León.

## Geografía
La localidad está ubicada en la comarcas de La Ojeda y de la Montaña Palentina, en el noroeste de la provincia. Está a una distancia de 12,5 km de Cervera de Pisuerga, la capital municipal.

## Historia
En su término esta constatada la presencia de un castro prerromano atribuido a los cántabros
Durante la Edad Media pertenecía a la Merindad menor de Monzón, Meryndat de Monçon.
En la Edad Media estaba sometido al vasallaje de la abadadesa del monasterio de San Andrés de Arroyo. En este monasterio hay sentencias favorables a la abadesa en contra de los vecinos de Perazancas y Cubillo ya que éstos optaron por la Behetría de Fernando García Duque. Posteriormente tras la invasión de la nobleza en los derechos económicos y fiscales de los Monasterios por lo percibido por sus vasallos, la encomienda se centraría básicamente en la vida política y administrativa, limitándose paulatinamente la jurisdicción eclesial.
Como dato curioso señalar que en la localidad de Cubillo se encontraba un merino que ejercía las funciones jurisdiccionales y fiscales encomendadas por el Monasterio. Concretamente sus “12 vecinos estaban obligado a pagar al año 10 celemines de trigo y cebada por mitad y dos huevos cargados sobre el concejo más dos gallinas”.
A la caída del Antiguo Régimen la localidad, entonces conocida como Cubillos, se constituyó en municipio constitucional que en el censo de 1842 contaba con 8 hogares y 42 vecinos. A mediados del siglo XIX, el lugar, por entonces con ayuntamiento propio, tenía contabilizadas 18 casas. Aparece descrito en el séptimo volumen del Diccionario geográfico-estadístico-histórico de España y sus posesiones de Ultramar de Pascual Madoz de la siguiente manera:

CUBILLO DEL VALLE DE OJEDA: l. con ayunt. en la prov., y dióc. de Palencia (19 leg.), aud. terr. y c. g. de Valladolid (27), part. jud. de Cervera de Rio Pisuerga (1): sit. en un estrecho valle titulado de Ojeda, rodeado de cuestas eminentes, cuyo clima es sano, siendo el N. y S. los vientos que principalmente reinan, y las enfermedades mas comunes los catarros y dolores de costado. Tiene 18 casas; la de ayunt. sirve al mismo tiempo de cárcel y escuela; á esta, que es única y de ambos sexos, concurren 12 entre alumnos y alumnas; la dotacion del maestro aunque no es fija, puede sin embargo calcularse sobre 320 rs. el máximum á que asciende; una igl. parr. (San Pedro) servida por un teniente de cura y un sacristan. Confina el térm. N. con Dehesa de Montijo; E. Vado de Cervera; S. Perazancas, y O. Colmenares. El terreno aunque montañoso es medianamente bueno, habiendo muchos prados artificiales y de escelente yerba. caminos: no hay otros que los vecinales correos: la correspondencia se recibe de Cervera por medio de un propio que toman entre varios pueblos. prod.: trigo en corta cantidad, cebada, avena, titos, patatas y centeno que es el mas abundante; cria ganado vacuno y lanar, siendo aquel el preferido en el pais, y caza de lobos, raposos, liebres y alguna perdiz. ind.: la agrícola. pobl.: 8 vec., 42 alm. cap. prod.: 34,500 rs. imp.: 1,144.
(Madoz, 1847, pp. 198-199)

Posteriormente, entre el censo de 1857 y el anterior, se integró en Perazancas.

## Demografía
Evolución de la población en el siglo XXI
| Gráfica de evolución demográfica de Cubillo de Ojeda entre 2000 y 2020 |
|                                                                        |
| Población de derecho (2000-2020) según el padrón municipal del INE     |

## Patrimonio

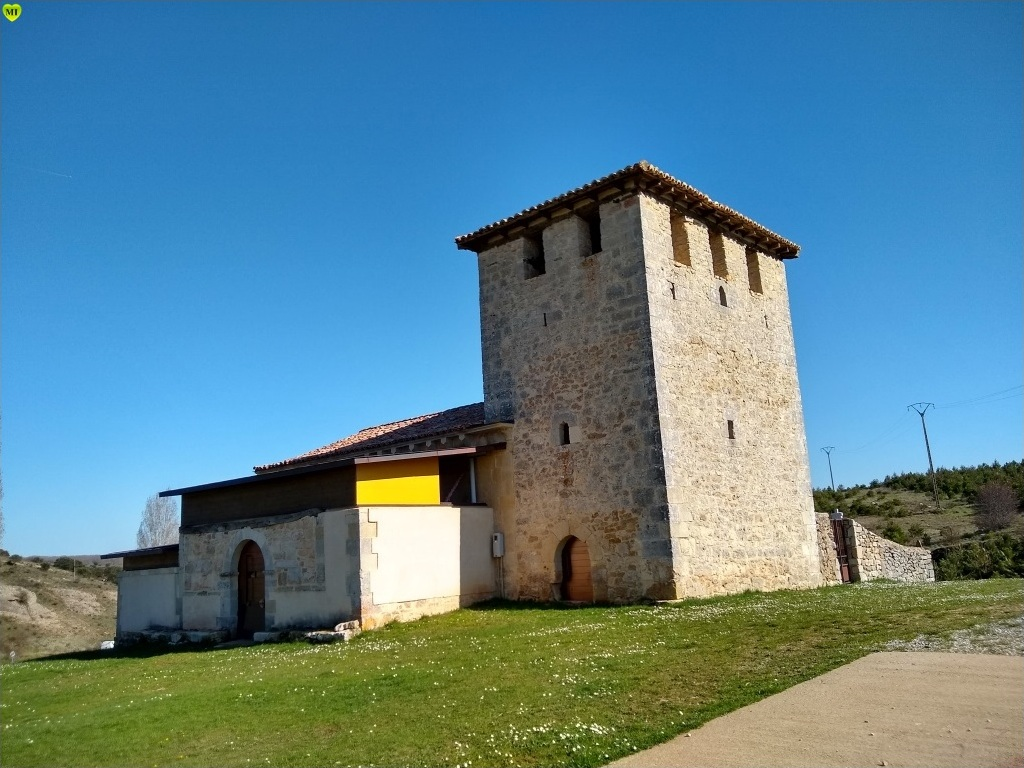
Iglesia parroquial de San Pedro

En la localidad hay una iglesia bajo la advocación de San Pedro.